# Nils Åhlund
Nils Jonas Åhlund, född 28 januari 1897 i Göteborg, död 13 mars 1993 på Lidingö, var en svensk boktryckare.
Nils Ålund var son till Gustaf Åhlund och Sigrid Alexandra Kjellberg. Han avlade studentexamen i Göteborg 1914, reservofficersexamen 1916 och utexaminerades från Handelshögskolan 1919. Han blev 1919 anställd vid Sveriges litografiska tryckerier i Stockholm, var 1920–1922 kontorschef i Stockholms kartong och litografi AB, direktörsassistent i Esselte 1922–1927, disponent för Svenska bokhandelscentralen 1927–1931 och i Esselte 1931–1940. 1938–1940 var Åhlund VD i Bengtsons litografiska AB, och från 1940 var han chef för Wezäta-Melins AB. 
Åhlund kom att inta en ledande ställning inom tryckeribranschen och erhöll en lång rad förtroendeuppdrag inom olika industrier. Bland annat var han styrelseordförande i AB Borås tryckeri och kartongfabrik, Hugo Bruzewitz AB och AB Konsumenttjänst. Han var även från 1945 ordförande i Svenska boktryckareföreningen och dess kreditkassa. Han var vice ordförande i Internationella boktryckarrådet och Nordiska boktryckarrådet. Åhlund var också i Göteborg ledamot av styrelsen för Handelshögskolan (vice ordförande), Socialinstitutet, Kungliga Automobilklubben med flera. Från 1951 var han Italiens generalkonsul och från 1955 ordförande i Svensk-italienska föreningen i Göteborg. Från ungdomen var han livligt intresserad av tennissporten. Han blev 1918 svensk mästare i tennis, var 1941–1944 vice ordförande i Lawntennisförbundet och 1942–1944 ordförande i Göteborgs lawntennisklubb.